# Phiomorpha
Il Parvordine di roditori Phiomorpha comprende varie famiglie viventi ed estinte. Insieme agli Anomaluromorpha e forse gli Zegdoumyidae†, rappresentano una delle prime famiglie ad aver colonizzato l'Africa. Durante l'Oligocene, l'Africa non era collegata agli altri continenti; la teoria predominante suggerisce che i roditori si siano sviluppati inizialmente in Laurasia, e si siano espansi da qui. Sebbene l'Europa, l'Asia, e il  Nord America fossero continenti separati durante la maggior parte dell'Eocene e l'Oligocene, si pensa abbiano avuto momenti alternati di migrazione attraverso il mare poco profondo che separava Europa e Asia, attraverso la lingua di terra priva di ghiacci formatasi in Groenlandia nei periodi interglaciali (tra Europa e Nord America), o attraverso la Beringia (tra Asia e Nord America). La Gondwana fu molto più isolata portando alla fauna unica nel suo genere di Australia, Sud America, e a un livello minore dell'Africa.
Nonostante gli hystricognathi possano essersi evoluti da un antenato primitivo in Asia, migrarono in Africa di lì a poco. I Fiomorfi rappresentano il clade che si evolse come conseguenza di ciò. I topi del bambù, i topi tassi e i ratti talpa sono gli unici generi viventi.

## Tassonomia
La composizione di questo parvordine è controversa. Il nocciolo è costituito dalle famiglie dei Thryonomyidae, dei Petromuridae,  dei Bathyergidae e i loro parenti estinti. Gli Istricidi sono talvolta inclusi tra i fiomorfi, ma alcuni studiosi li considerano
basali rispetto a tutti gli istricognati o perlomeno rispetto a loro eccetto Laonastes aenigmamus (famiglia Diatomyidae). I risultati delle analisi molecolari suggeriscono che i Diatomydae facciano parte dei Fiomorfi, ma questo è in contrasto con i risultati morfologici che pongono gli animali in una posizione basale rispetto a tutti gli istricognati.
- Parvordine Phiomorpha
  - Famiglia †Myophiomyidae
  - Famiglia †Diamantomyidae
  - Famiglia †Phiomyidae
  - Famiglia †Kenyamyidae
  - Famiglia Petromuridae
  - Famiglia Thryonomyidae
  - Parvordine Bathyergomorpha
    - †Paracryptomys - incertae sedis
    - Famiglia Bathyergidae
    - Famiglia †Bathyergoididae